# Negadon – Das Monster vom Mars
Negadon – Das Monster vom Mars (jap. 惑星大怪獣ネガドン, Wakusei daikaijū Nedadon, dt. „Das große Planetenmonster Negadon“) ist ein japanischer 3D-Animationsfilm aus dem Jahr 2005 und als Kurzfilm das Erstlingswerk von Jun Awazu, der für Charakterdesign, Drehbuch, Animation und Regie verantwortlich zeichnet. Der Film, welcher dem Science-Fiction-Subgenre Kaijū zuzuordnen ist, wurde vom Produktionsstudio CoMix Wave unterstützend hergestellt, welches auch Werke wie Kakurembo und The Place Promised In Our Early Days veröffentlichte.
Der Film wurde zunächst auf dem Fantastic Tokyo International Film Festival aufgeführt, dann auf dem japanischen Fernsehsender Animax überregional ausgestrahlt und erschien in Deutschland Ende Januar 2008 auf DVD. Als Label hat sich Anime House die Rechte an der deutschen Veröffentlichung gesichert, das den Film in einer synchronisierten Fassung veröffentlicht. Zuvor wurde der Film bereits 2006 durch Central Park Media in Nordamerika auf DVD veröffentlicht.

## Handlung
In einer fiktiven Zukunft ist Professor Narasaki für den Bau eines gigantischen Mechas mit dem Namen Miroku verantwortlich. Als auf der Baustelle seine kleine Tochter bei einem Unfall stirbt, zieht er sich von dem Projekt zurück und lehnt es über die nachfolgenden zehn Jahre ab, sich erneut an diesem oder ähnlichen Projekten zu beteiligen. Auch sein Schüler Seiji wird schließlich damit konfrontiert, als er den Professor für ein Terraforming-Projekt auf dem Mars begeistern will, welche die von Narasaki mit entwickelte Technologie verwendet.
Die Lage ändert sich allerdings radikal, als die Terraforming-Versuche auf dem Mars ein Monster zum Leben erwecken, das daraufhin die Erde bedroht und mit vernichtenden Angriffen überzieht. Nunmehr ist es Narasakis Miroku, der die letzte Hoffnung der Menschheit darstellt.

## Rezeption
Die AnimaniA bezeichnet in ihrer Ausgabe 01–02/2008 das Erstlingswerk als (Zitat) „Überzeugende Debütarbeit“:

„Es ist einfach erstaunlich und beeindruckend, was ein einzelner Künstler in zweieinhalb Jahren filmisch auf die Beine bringen kann. Jun Awazu hat zweifelsfrei bewiesen, dass er sich im cineastischen Metier mit schlafwandlerischer Sicherheit bewegt. […] Die auf den ersten Blick kurze Laufzeit von 25 Minuten reicht ihm völlig, um eine stilsichere wie packende Verbeugung vor dem Genre der Monsterfilme zu schaffen.“

Weiterhin ist der Autor der Kritik der Meinung, dass „die Nebencharaktere deutlich abfallen“, was die Detailgenauigkeit gegenüber dem fotorealistischen Character-Design von Professor Narasaki, das „in der höchsten Liga mitspielt“. Die von Anime House in Auftrag gegebene Synchronisation ist Autor End hingegen negativ aufgefallen:

„Leider entspricht die deutsche Synchro vom Studio Wittmann und Endres in keiner Weise dem üblichen Standard und ist streckenweise sogar abschreckend amateurhaft. Neben Gerhard Pirske […] wirken die anderen Sprecher unmotiviert und kraftlos.“